# Sigmund (namn)
Sigmund (alternativt stavat Siegmund) är ett mansnamn med nordiskt ursprung som finns belagt sedan vikingatiden. Ett tidigt exempel är hjälten Sigmund i den nordiska mytologin (fornnordiska: Sigmundr [ˈsiɣˌmundz̠], fornengelska: Sigemund). Namnets betydelse består av två ord, det germanska Sig- (eller fornnordiskans motsvarighet sigr) som betyder seger och efterleden -mund eller -mundr som ursprungligen betyder hand eller handen (möjligen "öppen hand" eller "handgest") och åsyftar beskydd eller beskyddare (besläktat med "förmynderskap"). En variant av namnet är Sigismund.
Under åren 1901–1992 hade Sigmund namnsdag den 6 maj. 1993 flyttades namnet till 10 januari, men i och med 2001 års namnlängd försvann det ur almanackan.
Den 31 december 2014 fanns det 384 män med namnet Sigmund i Sverige, 85 av dem hade det som tilltalsnamn. Samma år fanns det 41 personer som hette Sigmund i efternamn.

## Personer med namnet Sigmund
- Sigmund, hjälte i den nordiska mytologin
- Sigmund Freud, en österrikisk psykolog
- Sigmund Jähn, en östtysk kosmonaut
- Sigmund Romberg, en ungersk kompositör